# 圣以撒广场

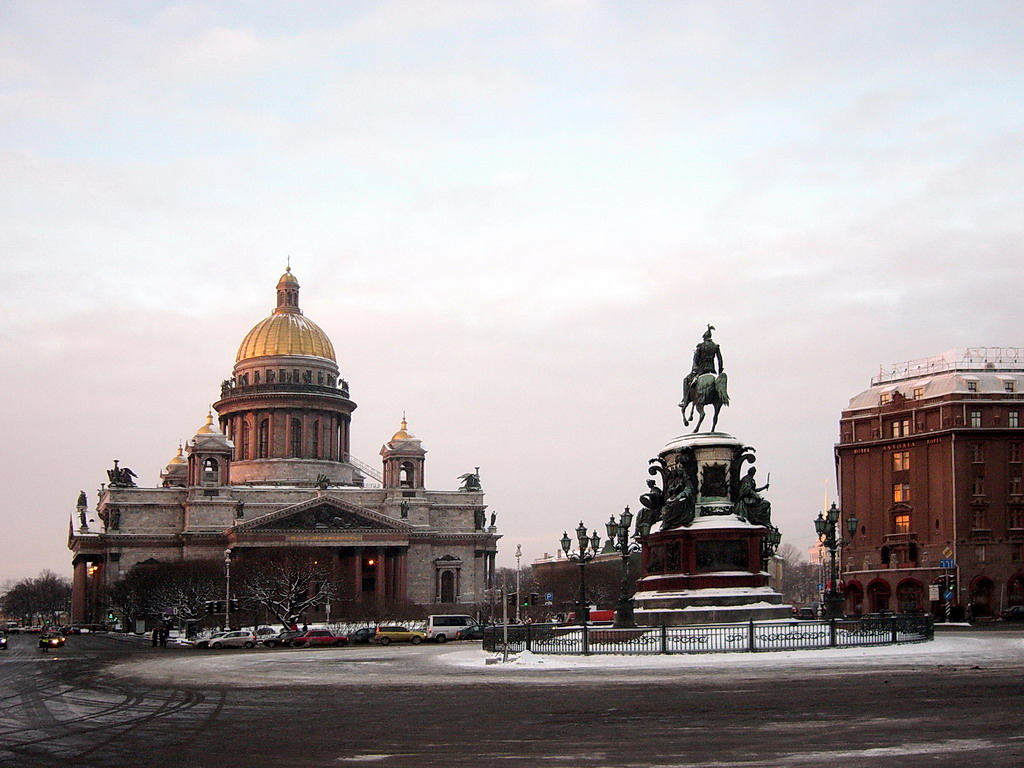
从马林斯基宫看圣以撒大教堂

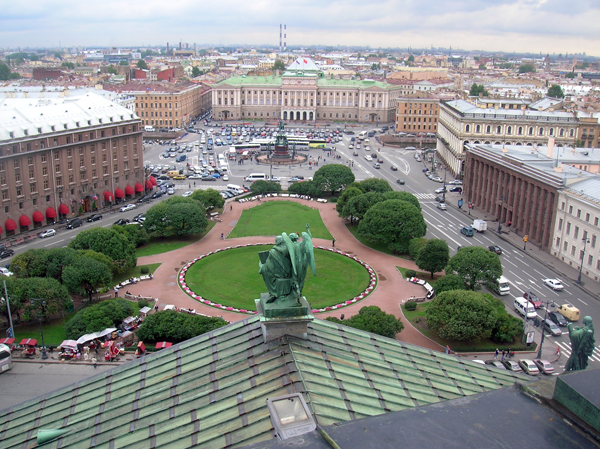
从圣以撒大教堂看马林斯基宫

圣以撒广场（俄语：Исаа́киевская пло́щадь）是俄罗斯圣彼得堡的一个重要广场，介于马林斯基宫和圣以撒大教堂之间，圣以撒大教堂将其与枢密院广场分隔开来。圣以撒广场上有尼古拉一世骑马雕像。
广场西侧的Lobanov-Rostovsky House(1817-20)，由Auguste de Montferrand设计。这是一座帝国风格的建筑，8柱柱廊面对着海军部大厦。门廊的狮子雕塑因为普希金最后的长诗《青铜骑士》而著名。附近是骑兵卫队骑马厅（1804至1807年），灵感部分来自帕德嫩神廟和两侧为孪生子大理石雕像。
圣以撒大教堂对面是马林斯基宫，建于1829年至1844年。马林斯基宫前面是97米宽的蓝桥，是该市最宽的一座桥。该桥跨越莫伊卡河，常被视为广场的延伸，但事实上，它形成了一个单独的广场，称为 Mariyinskaya. 桥的右侧是一个石碑，名为 Neptune's Scale, 顶部为花岗岩，标志着大洪水水位。
圣以撒大教堂以东是6层的阿斯托利亚酒店，由Fyodor Lidval设计。它开业于1912年，为俄罗斯帝国最豪华的酒店之一。 毗邻阿斯托利亚酒店的是Angleterre酒店，这是诗人谢尔盖·亚历山德罗维奇·叶赛宁去世的地点。这个酒店位于 Malaya Morskaya 街转角。陀思妥耶夫斯基于1848-1849年住在这里。在此期间，他出版了他的小说的第一部作品《白夜》。
广场上最后兴建的建筑物，是梯形的红色花岗岩德国大使馆（1911年至1912年），由建筑师彼得·贝伦斯设计。在西方建筑史上，这座建筑是简化古典主义风格的第一个样本，这种风格在斯大林俄国和纳粹德国享有巨大声望。